# Karandaš
Karandaš (in russo matita), pseudonimo di Michail Nikolaevič Rumjancev (San Pietroburgo, 1901 – Mosca, 1983), è stato un circense sovietico.

## Biografia
Clown diplomato alla Scuola d'Arte Circense di Mosca nel 1930, debuttò nella stessa città nel 1936 con la maschera di Karandaš, ometto vestito da matita e spalleggiato da due Scottish Terrier, Tobi e Pusok.
Fu maestro di altri celebri clown, come Oleg Popov e  Jurij Nikulin.